# Шпедько, Иван Фадеевич
Иван Фадеевич Шпедько (11 сентября 1918 — 4 декабря 1983, Джакарта, Индонезия) — советский дипломат. Чрезвычайный и полномочный посол.

## Биография

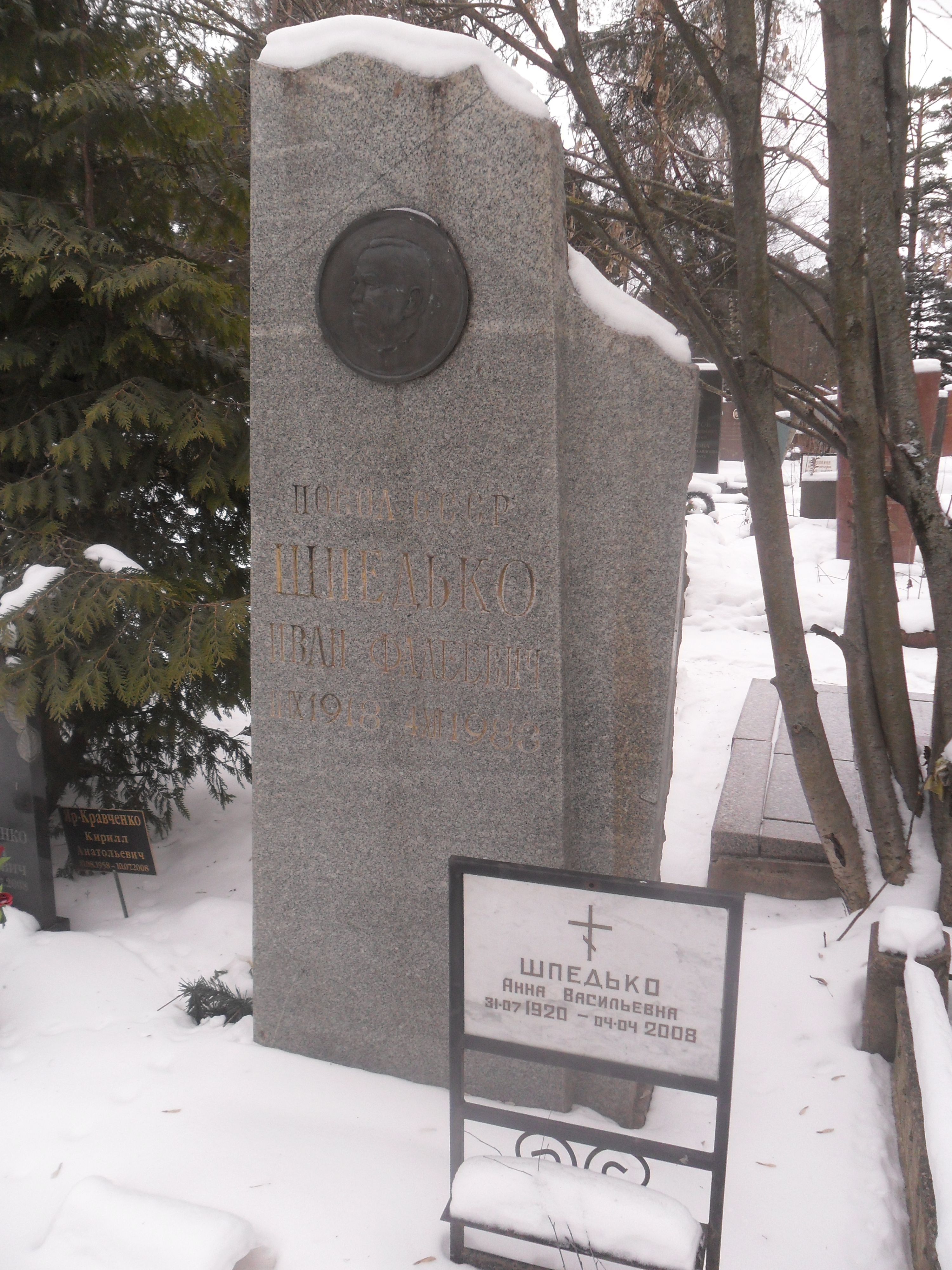
Могила Шпедько на Кунцевском кладбище Москвы.

Член ВКП(б). Окончил Харьковский педагогический институт (1939).
- В 1939—1941 годах — преподаватель истории в школе.
- В 1941 году — стажёр консульского отдела НКИД СССР.
- В 1941—1942 годах — стажёр посольства СССР в Иране.
- В 1942—1945 годах — вице-консул Генерального консульства СССР в Реште (Иран).
- В 1945—1948 годах — старший референт, второй секретарь Средневосточного отдела МИД СССР.
- В 1948—1949 годах — первый секретарь Отдела стран Ближнего и Среднего Востока МИД СССР.
- В 1949—1953 годах — советник посольства СССР в Афганистане.
- В 1953—1956 годах — помощник заведующего Отделом стран Ближнего и Среднего Востока МИД СССР.
- С 20 января 1956 по 15 февраля 1960 года — чрезвычайный и полномочный посол СССР в Пакистане.
- В 1961 году — эксперт-консультант Управления внешнеполитической информацией МИД СССР.
- В 1961—1963 годах — заместитель заведующего Отделом Южной Азии МИД СССР.
- С 20 февраля 1963 по 18 октября 1968 года — чрезвычайный и полномочный посол СССР в Канаде.
- В 1968—1970 годах — заместитель заведующего II Европейским отделом МИД СССР.
- В 1970—1976 годах — заведующий II Дальневосточным отделом МИД СССР.
- С 2 июня 1976 по 4 декабря 1983 года — чрезвычайный и полномочный посол СССР в Индонезии.

## Награды
- орден Дружбы народов (8 сентября 1978)